# Gulli Bergman
Gulli Cecilia Wilhelmina Bergman, född Zethraeus 22 november 1882 i Stockholm, död 28 september 1977, var en svensk konstnär.
Hon var dotter till musikfanjunkaren Carl Jacob Gerhard Zethraeus och Augusta Cecilia Uhrström och gift med Ernst Edvin Tyko Bergman. Hon studerade konst vid Tekniska skolan och vid Althins målarskola i Stockholm. Hon ställde ut på Konsumrestaurangerna vid Sveavägen och Fleminggatan 1941–1942. Hennes konst består av små bilder med landskapsmotiv från Stockholms omgivningar i akvarell. Gulli Bergman är begravd på Norra begravningsplatsen utanför Stockholm.